# Euonymus cornutus
Euonymus cornutus е вид цъфтящо растение от семейство Чашкодрянови (Celastraceae). Предполагаемият му сорт Euonymus cornutus var. quinquecornutus, наречен петрог чашкодрян (five‑horned spindle), печели Наградата за градински заслуги на Кралското градинарско общество.

## Разпространение
Видът е разпространен в Тибет, централен Китай и Бирма.